# Störenfried (Person)
Ein Störenfried, auch Ruhestörer oder Unruhestifter, ist umgangssprachlich eine Person, die ihre Mitmenschen absichtlich und permanent stört.

## Herkunft und Verwendung
Die Bestandteile des Begriffs Störenfried sind das Verb „stören“ und das Substantiv „Frieden“. Ursprünglich entstand der Name im 16. Jahrhundert aus dem Imperativ Störefried („Störe den Frieden“) und wurde auch im Sinne von Teufel verwendet.
Der Begriff ist heutzutage unter anderem noch im Schulbereich gebräuchlich, wenn beispielsweise eine Schülerin oder ein Schüler den Unterricht stört.
Im Gegensatz zu den deutschen männlichen Vornamen, die auf „fried“ enden, wie z. B. Gottfried, Otfried, Siegfried, Wilfried oder Winfrid, ist laut eines entsprechenden Gerichtsurteils der Name Störenfried als offizieller Vorname nicht zulässig.